# 钟信明
钟信明（1935年—2017年4月15日），中国作曲家、指挥家，广西桂平人。

## 生平
1956年毕业于中南音乐专科学校（现武汉音乐学院），并留校任教至今；1956年考入上海音乐学院指挥系，此后长期担任武汉音乐学院师生乐队、武汉交响乐团指挥，并曾指挥过中央乐团、上海电影乐团等知名乐团；作为作曲家，创作了交响组曲《长江画页》、《第二交响曲》等知名作品。2017年在广州逝世。